# Niaguis
Niaguis (ou Niaguiss) est un village du Sénégal situé en Casamance, sur la rive gauche du fleuve Casamance, près de Ziguinchor et non loin de la frontière avec la Guinée-Bissau. C'est le chef-lieu de la communauté rurale de Niaguis et de l'arrondissement de Niaguis, dans le département de Ziguinchor et la région de Ziguinchor.

## Histoire
Selon le rapport d'Amnesty International, des incidents graves se sont produits à Niaguis pendant le conflit en Casamance. En particulier, deux frères soupçonnés d'aider l'armée sénégalaise auraient été abattus par des hommes armés se réclamant du Mouvement des forces démocratiques de Casamance (MDFC).

## Géographie
Les localités les plus proches sont Kalinguene, Kanbinnta, Djilakoune Boundao, Koubalan, Djinokouna, Fanda et Sône.
La localité est traversée par la « route du Sud », la N6 qui relie Ziguinchor à Kolda.

### Population
Lors du dernier recensement (2002), Niaguis comptait 1 552 personnes et 216 ménages.

### Activités économiques
Dans la communauté rurale de Niaguis, les activités économiques tournent autour de la pêche, de la récolte des noix de cajou et un peu de la culture de l'arachide.